# Alice Massat
Pour les articles homonymes, voir Massat (homonymie).
Alice Massat est une psychanalyste et une écrivaine française, née le 3 octobre 1966 à Saint-Maur-des-Fossés (Val-de-Marne).

## Biographie
Après des études universitaires sur la théorie de l’art, Alice Massat s’est intéressée aux théories du langage et à la psychanalyse. 

## Publications
- Le ministère de l'intérieur, roman, Denoël, 1999  (ISBN 2207248364), Folio, 2001  (ISBN 207041695X)
- Les forces de l'ordre, roman, Denoël, 2002  (ISBN 2207250555)
- Le code civil, roman, Denoël, 2003  (ISBN 2207253619)
- Premier rôle, roman, Denoël, 2008  (ISBN 9782207255780)
- "Etourdir Dora", dans Il faut lire Dora, éditions de l'Association lacanienne internationale, 2011
- Les quatre éborgnés, roman, Joëlle Losfeld, 2013  (ISBN 9782072472978)
- Le succès de l'imposture, Odile Jacob, 2013  (ISBN 9782738129109)
- "Assassiner l'image", dans La passion Artaud, La célibataire n°29, EDK, 2014
- "La connaissance du ravisseur", dans Les ficelles de la clinique, La revue lacanienne n°16, Erès, 2015
- "Deuil et palinodie", dans Michel Deguy, exercices de contrariété, Hermann, 2017
- "La trahison des images, à propos de René Magritte", dans Le mal de la jeunesse, La revue lacanienne n°18, Erès, 2017
- "Ce qu'il y sait", dans L'Insu que sait de l'une bévue s'aile à mourre, Étude du Séminaire XXVI de Jacques Lacan, éditions de l'Association lacanienne internationale, 2018
- "L'œil de la lettre", dans Bernard Noël, L'expérience extérieure, Hermann, 2018  (ISBN 9782705695835)
- "Fautrier, l'objection", dans Du refus de savoir, La revue lacanienne n°20, Erès, 2019
- "Ravir", dans (et co-dir) Que fait la folie à l'écriture?, Journal Français de Psychiatrie n°48, Erès, 2020
- "L'identité médiatique de l'écrivain", dans Le marché des identités, La revue lacanienne n°21, Erès, 2020
- "Ce qui cloche", dans Parler aux murs?, Lapsus n°3, éd. L'instance lacanienne, 2023
- "D'un autre œil. L'interprétation du film", dans L'invention de l'objet a à l'épreuve de sa réinvention, Essaim n°52, Erès, 2024
- "L'objet de l'incorporation", dans Manger le livre en psychanalyse, Essaim n°53, Erès, 2024
- Conjonctures singulières. Publier en psychanalyse, Lapsus n°4, Erès, 2024